# Giovani Lo Celso
Giovani Lo Celso (* 9. dubna 1996, Rosario) je argentinský profesionální fotbalista hrající na pozici záložníka za španělský klub Real Betis a argentinskou reprezentaci. Účastnil se Mistrovství světa 2018 v Rusku.

## Klubová kariéra
Po působení ve francouzském Paris Saint-Germain a španělském Betisu Sevilla se v srpnu 2019 dostal do anglického Tottenhamu na jednoroční hostování z Betisu.
Na konci ledna 2020 přestoupil do Tottenhamu natrvalo, týmu se Lo Celso upsal do roku 2025.
Na podzim roku 2020 předvedl Lo Celso výrazné výkony v rámci Evropské ligy UEFA, kde vstřelil dva góly v předkolech a dva góly ve skupinové fázi a pomohl Tottenhamu postoupit z prvního místa do jarních vyřazovacích bojů.
Proti Manchesteru City 21. listopadu 2020 vstřelil gól na konečných a vítězných 2:0 jakožto střídající hráč, a to necelou minutu poté, co jej na trávník vyslal trenér José Mourinho.
V závěrečných dnech prosince 2020 nemohl mužstvu pomoci kvůli svému zranění, které se přihodilo v utkání proti Leicesteru City 23. prosince.

## Reprezentační kariéra
Trenér Jorge Sampaoli jej poprvé vyslal do reprezentačního utkání 11. listopadu 2017. Lo Celso nastoupil v základní sestavě a po hodině hry jej Sampaoli vystřídal. Přátelské utkání Argentina zvládla a porazila Rusko 1:0.

## Úspěchy a ocenění
Klubové
Paris Saint-Germain
- 2× vítěz Ligue 1 – 2017/18, 2018/19
- 2× vítěz Coupe de France – 2016/17, 2017/18
- 2× vítěz Coupe de la Ligue – 2016/17, 2017/18
- 2× vítěz Trophée des Champions – 2017, 2018